# Malvazija
Malvazija, v literaturi opisana tudi kot: malvazija bela, Malvasia, Malvasia d`Istria bianca, Malvasie blanche je vinska trta in slovenska sorta belega vina, ki uspeva v slovenskem primorju. Tja so to sorto v 13. stoletju prinesli iz sosednje Italije. Danes je na Slovenskem najbolj razširjena na Krasu in v okolici Kopra, uspeva pa tudi po hrvaški Istri.
Izvore sorte je treba iskati na Peloponezu, ime pa izvira iz imena grškega mesta Monembasia, okrog katerega so se razširjali vinogradi s trtami, sorodnimi današnjim. Od tam so jih na apeninski polotok zanesli križarji, od tam pa se je sorta razširila na celotno območje Jadrana.
Grozd te trte je srednje velik in valjast, lahko tudi raztresen in zelenkasto rumene barve. Jagode na grozdu so srednje debele in okroglaste ali elipsaste oblike s tanko kožico. Listje je petdelno, srednje veliko do veliko, temno zelene barve in na zgornji strani nagrbančeno s plitvo nazobčanim listnim robom. Trta ima najrajši flišna tla z dobro izpostavljenostjo soncu. Čas zorenja je dokaj dolg.
Vino je suho, zlato rumene barve z značilno dokaj intenzivno in cvetico in polno aromo. Visoka stopnja alkohola (po navadi okoli 12 %) in polnost tega vina z minerali, aminokislinami in glicerolom daje v dobrih letnikih odlično desertno vino, poznano pod imenom sladka malvazija. Malvazija se odlično poda beli ribi, školjkam, perutnini in nepikantnim sirom. Postrežemo jo temperirano od 10 - 12 °C.
Nekaj o malvaziji

## Zgodovina
V velikem obsegu malvazij zavzema istrska prvo mesto, ampak ne sodi med najbolj uspevajoče. Korenine tega vina pa naj bi vsaj po ohranjenih gradivih izhajale s Peleponeza. To področje je bilo kot nalašč narejeno za to sorto vina. Sicer so kasneje Benečani to trto razširili še po vsem Sredozemlju, celo na Kanarske otoke. V Istri se je prvič pojavila okrog 14. stoletja. Območja te vrste so segala od Rovinja do Tržaškega zaliva, pa vse do furlanskih dolin. V Koprskem primorju pa se je razprostirala v že znanih legah, in sicer: Debeli Rtič, Škocjan, Kortina ter Labor.

## Tla
Tej vrsti najbolj odgovarjajo skeletna tla v flišnem gričevju. Prav to površje da tiste poglavitne značilnosti temu vinu.

## Trta
List ni zaobljen, ampak ima značilno tridelno obliko, ki se na koncu konča s pecljem v obliki črke U. Barva srednje velikega lista ni izrazito zelena, a njegovi zobje so zelo ostri ter nepravilni. Mladika je izredno močna oz. odporna in ima stožčast presek, prav tako popki so stožčasti in svetlo-kostanjeve barve. Trta je robustna in zato tudi odporna proti številnim boleznim. Številni priporočajo, da so v ravninskih delih trte narazen, v gričevnatih pa čim bolj skupaj.

## Grozd
Grozd je malo zaobljen in izrazite valjaste oblike. Je večje velikosti (15–20 cm). Jagoda je svetlo rumene barve, v času dozoritve pa njeni odtenki postanejo zlati. Njen pecelj ni praviloma dolg in se pravilno odtrga. Meso je kiselkasto sladko ali celo nevtralno. Jagoda vsebuje največ 3 peške.

## Vino
Vino je znano po svoji kislosti, ki je diskretna, kar se odraža za malvazijo značilni cvetici, ki nastane ob primernem alkoholnem vrenju. Vino je svetlo rumenkaste barve tudi zlate, če so se trte nahajale v neposredni bližini morja. Tako nastane značilni mediteranski okus, ki ga pričara le prava lega ter shranjevanje vina v lesenih posodah. Okus vina je kot nalašč narejen za pitje ob številnih jedeh, npr. ob mineštrah, testeninah ter številnih ribjih jedeh. Uporablja se ga tudi kot aperitiv. Priporočljivo ga je postreči ohlajenega na 10 °C.